# Estação Ferroviária das Mercês
A Estação Ferroviária das Mercês é uma gare de caminhos de ferro da Linha de Sintra, que serve a localidade de Mercês, no concelho de Sintra, em Portugal. Serve como paragem dos comboios da família da Linha de Sintra, parte da rede de comboios urbanos de Lisboa, operada pela empresa Comboios de Portugal.

## Descrição

### Localização
A estação encontra-se junto à Avenida Miguel Torga, na freguesia de Algueirão - Mem Martins.

### Infraestrutura
Em Janeiro de 2011, apresentava três vias de circulação, tendo duas 226 m de extensão, e a restante, 220 m; as plataformas tinham todas 221 m de comprimento e 90 cm de altura.
A estação possuía um edifício de passageiros, que foi construído no estilo tradicional português.

### Serviços
Esta estação é servida por comboios de passageiros da CP: urbanos (Linha de Sintra).

## História

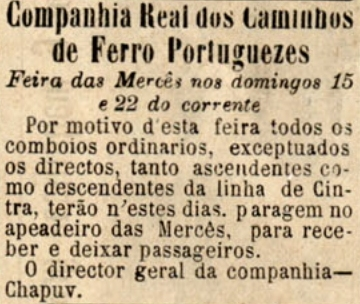
Aviso de 1899, sobre uma alteração no serviço no apeadeiro de Mercês, por ocasião da feira.

### Inauguração
Esta interface situa-se no troço original da Linha de Sintra, entre Alcântara-Terra e Sintra, que entrou à exploração no dia 2 de Abril de 1887.

### Século XX
Esta interface recebeu, em conjunto com a Estação da Amadora, o sexto prémio no concurso do ajardinamento da Linha de Sintra de 1934. No concurso de 1936, conseguiu ganhar o terceiro prémio.
Durante o processo de modernização e electrificação das Linhas do Norte, Cintura e Sintra, na década de 1950, foi instalado um equipamento de sinalização do tipo electromecânico na estação de Mercês, no sistema Jeumont. A electrificação foi inaugurada em 28 de Abril de 1957.
Na década de 1990, estava prevista a construção de uma nova estação das Mercês, de forma a permitir a criação de uma nova família de comboios a partir desta estação e aumentar a oferta no troço até ao Cacém, projecto que se inseria no âmbito do programa da modernização da Linha de Sintra.